# Ель-Чаво-Анімадо
«Ель-Чаво-Анімадо» (ісп. El Chavo Animado) — мексиканський мультсеріал виробництва Ánima Estudios і Televisa, створений Роберто Гомесом Боланьосом для каналу Canal 5, Las Estrellas і Cartoon Network і випущений в ефір 21 жовтня 2006 року. За мотивами телесеріалу 1971 року, «Чаво з восьмого».

## Ролі озвучили
- Хесус Гусман — Ель Чаво / Годінес
- Себастьян Ллапур — Кіко / Сеньйор Барріга (5-7 сезон)
- Маріо Кастаньеда — Дон Рамон / Ньоньо
- Еріка Едвардс — Донья Флорінда / Ла Попис
- Хуан Карлос Тіноко (1-2 сезон) і Мойсес Суарес Алдана (3-7 сезон) — Професор Хірафалес
- Еріка Мірелес — Донья Клотільде (Ла Бруха дел 71)
- Віктор Дельгадо (1-5 сезон) — Сеньйор Барріга
- Меггі Вера — Паті
- Леонардо Гарсія (1-5 сезон) і Гектор Міранда (6-7 сезон) — Хайміто ель Картеро
- Хульета Ривера — Глорія